# Società Sportiva Juventus Stabia 1985-1986
Questa voce raccoglie le informazioni riguardanti la Società Sportiva Juve Stabia nelle competizioni ufficiali della stagione 1985-1986.

## Stagione
In questa stagione la Juve Stabia disputa il campionato di Serie C2 girone D. Termina il campionato al 13º posto in classifica. Nell'arco delle 34 giornate realizza 32 punti, con 9 vittorie, 14 pareggi e 11 sconfitte.

## Rosa
Fonte:
| N. |                   | Ruolo | Calciatore           |
| -- | ----------------- | ----- | -------------------- |
|    | Italia (bandiera) | P     | Nicolás Francese     |
|    | Italia (bandiera) | P     | Aniello Garofalo     |
|    | Italia (bandiera) | D     | Adriano Grava        |
|    | Italia (bandiera) | D     | Pasquale Iovine      |
|    | Italia (bandiera) | D     | Carmine Lomonte      |
|    | Italia (bandiera) | D     | Giacomo Pontillo     |
|    | Italia (bandiera) | D     | Lucio Principe       |
|    | Italia (bandiera) | D     | Alessandro Tognarini |
|    | Italia (bandiera) | C     | Leandro Andrian      |

| N. |                   | Ruolo | Calciatore          |
| -- | ----------------- | ----- | ------------------- |
|    | Italia (bandiera) | C     | Giovanni Cutrì      |
|    | Italia (bandiera) | C     | Bruno Govetto       |
|    | Italia (bandiera) | C     | Raffaele Tavella    |
|    | Italia (bandiera) | C     | Giancarlo Zanutto   |
|    | Italia (bandiera) | A     | Pasquale Gallifuoco |
|    | Italia (bandiera) | A     | Luca Granucci       |
|    | Italia (bandiera) | A     | Massimo Palermo     |
|    | Italia (bandiera) | A     | Michele Pisasale    |
|    | Italia (bandiera) | A     | Marcello Prima      |

## Risultati

### Serie C2

#### Girone di andata
| 22 settembre 1985 1ª giornata | Juventus Stabia | 2 – 0 | Reggina |  |

| Arbitro: | Lattuada (Legnano) |

|            |           |           |
| Angora 30’ | Marcatori | 54’ Prima |

| 6 ottobre 1985 3ª giornata | Juventus Stabia | 1 – 0 | Afragolese |  |

| 13 ottobre 1985 4ª giornata | Pro Cisterna | 1 – 1 | Juventus Stabia |  |

| 20 ottobre 1985 5ª giornata | Juventus Stabia | 3 – 1 | Akragas |  |

| 27 ottobre 1985 6ª giornata | Ercolanese | 2 – 2 | Juventus Stabia |  |

| 3 novembre 1985 7ª giornata | Turris | 1 – 1 | Juventus Stabia |  |

| 10 novembre 1985 8ª giornata | Juventus Stabia | 3 – 0 | Rende |  |

| 17 novembre 1985 9ª giornata | Frosinone | 0 – 0 | Juventus Stabia |  |

| 24 novembre 1985 10ª giornata | Juventus Stabia | 1 – 2 | Ischia Isolaverde |  |

| 1º dicembre 1985 11ª giornata | Juventus Stabia | 1 – 0 | Trapani |  |

| 8 dicembre 1985 12ª giornata | Canicattì | 3 – 0 | Juventus Stabia |  |

| 15 dicembre 1985 13ª giornata | Juventus Stabia | 1 – 1 | Gladiator |  |

| 22 dicembre 1985 14ª giornata | Nissa | 2 – 2 | Juventus Stabia |  |

| 5 gennaio 1986 15ª giornata | Juventus Stabia | 0 – 0 | Nocerina |  |

| 12 gennaio 1986 16ª giornata | Juventus Stabia | 1 – 1 | Paganese |  |

| 19 gennaio 1986 17ª giornata | Siracusa | 4 – 0 | Juventus Stabia |  |

#### Girone di ritorno
| 26 gennaio 1986 18ª giornata | Reggina | 1 – 0 | Juventus Stabia |  |

| Arbitro: | Di Cola (Avezzano) |

|           |           |  |
| Prima 54’ | Marcatori |  |

| 9 febbraio 1986 20ª giornata | Afragolese | 1 – 0 | Juventus Stabia |  |

| 16 febbraio 1986 21ª giornata | Juventus Stabia | 0 – 0 | Pro Cisterna |  |

| 23 febbraio 1986 22ª giornata | Akragas | 1 – 1 | Juventus Stabia |  |

| 2 marzo 1986 23ª giornata | Juventus Stabia | 0 – 0 | Ercolanese |  |

| 9 marzo 1986 24ª giornata | Juventus Stabia | 0 – 2 | Turris |  |

| 23 marzo 1986 25ª giornata | Rende | 1 – 0 | Juventus Stabia |  |

| 29 marzo 1986 26ª giornata | Juventus Stabia | 3 – 1 | Frosinone |  |

| 6 aprile 1986 27ª giornata | Ischia Isolaverde | 5 – 1 | Juventus Stabia |  |

| 13 aprile 1986 28ª giornata | Trapani | 1 – 1 | Juventus Stabia |  |

| 20 aprile 1986 29ª giornata | Juventus Stabia | 2 – 1 | Canicattì |  |

| 4 maggio 1986 30ª giornata | Gladiator | 0 – 2 | Juventus Stabia |  |

| 11 maggio 1986 31ª giornata | Juventus Stabia | 1 – 1 | Nissa |  |

| 18 maggio 1986 32ª giornata | Nocerina | 4 – 2 | Juventus Stabia |  |

| 25 maggio 1986 33ª giornata | Paganese | 2 – 1 | Juventus Stabia |  |

| 1º giugno 1986 34ª giornata | Juventus Stabia | 2 – 3 | Siracusa |  |